# قائمة الأفلام الأردنية في الترشيحات الأولية لجائزة أوسكار أفضل فلم أجنبي
الأردن هي واحدة من مائة دولة قدمت أفلام وترشحت لجائزة الأوسكار لأفضل فيلم بلغة أجنبية. تم عرض أول فيلم لها في خريف عام 2008. تسلم الجائزة سنويا من قبل أكاديمية الولايات المتحدة الأمريكية للفنون والعلوم السينمائية والتي تسلم الجائزة خارج الولايات المتحدة والتي تحتوي على حوار غير إنجليزي. اعتبارا من عام 2016 قدمت الأردن ثلاثة أفلام لأخذ جائزة أوسكار في وتم ترشيح واحد منهم.

## الأفلام
دعت أكاديمية فنون السينما وعلوم صناعات السينما في مختلف البلدان للتقديم لجائزة الأوسكار لأفضل فيلم للغات الأجنبية منذ عام 1956. تشرف لجنة جائزة الأفلام الأجنبية على العملية وتستعرض جميع الأفلام المقدمة. بعد ذلك يصوتون بالاقتراع السري لتحديد المرشحين الخمسة للجائزة. وفيما يلي قائمة بالأفلام التي قدمتها الأردن لاستعراضها من قبل الأكاديمية للجائزة حسب السنة وحفل جوائز الأوسكار.
| السنة (الحفل)           | العنوان            | النوع                   | المخرج                              | النتيجة        |
| ----------------------- | ------------------ | ----------------------- | ----------------------------------- | -------------- |
| 2008 (الحادي والثمانون) | كابتن أبو رائد     | فيلم دراما              | أمين مطالقة                         | لم يترشح       |
| 2015 (الثامن والثمانون) | ذيب                | فيلم مغامرة وفيلم دراما | ناجي أبو نوار                       | رُشِّح            |
| 2016 (التاسع والثمانون) | 3000 ليلة          | فيلم دراما              | مي المصري                           | لم يترشح       |
| 2020 (الثالث والتسعون)  | 200 متر            | فيلم دراما              | أمين نايفة                          | لم يترشح       |
| 2021 (94th)             | أميرة              |                         | محمد دياب                           |                |
| 2022 (95th)             | فرحة               |                         | دارين ج. سلام                       | لم يترشح       |
| 2023 (96th)             | إن شاء الله ولد    |                         | أمجد الرشيد                         | لم يترشح       |
| 2024 (97th)             | أرضي الحلوة (فيلم) |                         | Sareen Hairabedian سارين هيرابيديان | تم سحب الترشيح |

## وصلات خارجية
- قاعدة بيانات جوائز الأكاديمية الرسمي
- قاعدة بيانات الاعتمادات السينمائية
- صفحة جوائز الأكاديمية في قاعدة بيانات الأفلام على الإنترنت